# Gwyneth Jones (cantora)
Gwyneth Jones, DBE (Pontnewynydd, 7 de novembro de 1936) é uma soprano do País de Gales. Renomada por sua voz grandiosa e por sua presença de palco, participou na interpretação de Brünnhilde em Der Ring des Nibelungen no Festival de Bayreuth, gravação ganhadora de um Grammy em 1983. Gwyneth é reconhecida como uma das maiores sopranos do século 20 e uma das mais importantes intérpretes de Wagner da história.

## Biografia
Estudou música no Royal College of Music, Londres, na Accademia Musicale Chigiana em Siena e no International Opera Studio em Zurique. Após sua estreia profissional em 1962 na ópera Orfeu e Euridice, Gwyneth foi contratada pela Ópera de Zurique. Logo percebeu sua habilidade com tons altos, passando a repertórios para sopranos a partir de 1964.
Seu primeiro grande papel aconteceu em 1964, como Leonora em Il trovatore no Royal Opera House. A partir de então, sua carreira se desenvolveu rapidamente, como Aida, Leonore (em Fidelio), Desdemona (em Otello), Elisabeth (em Don Carlos), Donna Anna (em Don Giovanni), Cio-cio-san (em Madama Butterfly), Lady Macbeth (em Macbeth), Santuzza (em Cavalleria rusticana), Octavian (em Der Rosenkavalier), Médée (na versão italiana) e Tosca. Desses, gradualmente evoluiu para papéis mais densos como Minnie (em La fanciulla del West), Chrysothemis (em Elektra), Salomé, Marschallin (em Der Rosenkavalier), Eva (em Die Meistersinger von Nürnberg), Senta (em Der fliegende Holländer), Kundry (em Parsifal), tanto Venus quanto Elisabeth (em Tannhäuser), Helena (em Die ägyptische Helena), Ariadne (em Ariadne auf Naxos) e Sieglinde (em Die Walküre).
Sua voz grandiosa, sua presença de palco e suas habilidades na atuação eram amplamente admiradas, ainda que também tenha sido criticada pelas mudanças que sua voz passou durante a década de 1970, influindo em algumas de suas apresentações. Sua voz permaneceu segura mesmo estando após os sessenta anos. Um dos seus papéis mais renomados foi a interpretação de Brünnhilde em Bayreuth, na produção centenária de Der Ring des Nibelungen de Pierre Boulez, dirigida por Patrice Chéreau. Essa apresentação é atualmente disponibilizada em áudio e vídeo, e ganhou um Grammy em 1983 por melhor gravação de ópera.
Recebeu a Ordem do Império Britânico em 1976, com o título de Dama dez anos mais tarde.
A partir de 1980, ela assumiu os papéis de Elektra e Isolde (em Tristan und Isolde), a esposa de Dyer (em Die Frau ohne Schatten) e Turandot. Apesar de melhor conhecida no repertório Wagner-Strauss-Puccini, era capaz também em outras atuações, como Poppea (em L'incoronazione di Poppea), Hanna Glawari (em The Merry Widow) e Norma. A partir da década de 1990, passou a cantar Begbick (Mahagonny), Ortrud (em Lohengrin), a mulher em Erwartung, Kostelnicka (em Jenůfa), Kabanicha (em Káťa Kabanová) de Janáček, a mulher em La voix humaine, Ruth (em The Pirates of Penzance), Gertrud (em Hänsel und Gretel]]), Herodias (em Salomé) e Klytemnästra (em Elektra).
Em 2003, estreou como diretora na produção de Der fliegende Holländer em Weimar, Alemanha. Também lecionou para jovens cantores.